# Sari Sheehan
Sari Sheehan (ur. w Australii) – australijska aktorka telewizyjna, filmowa i teatralna. Producentka.

## Życie i kariera
Pochodzi z małej nadmorskiej miejscowości w Australii. Ostatnie lata spędziła podróżując po Europie, Azji, aby na stałe osiedlić się w Stanach Zjednoczonych.
Na dużym ekranie zadebiutowała w 2002 roku w filmie romantycznym The Real Thing. W 2007 roku wystąpiła w popularnym westernie science-fiction The Roaring Whispers. 
Sari zagrała także w kilku odcinkach popularnych seriali australijskich Zatoka serc i Behind the Scenes.
W Australii występowała na scenach teatralnych.
Obecnie mieszka w Los Angeles.

## Filmografia
Filmy 
- 2001: Rooms for Rent jako
- 2002: The Real Thing jako Marina
- 2003: BlackJack jako Mary Kempson
- 2004: The Crop jako prostytutka
- 2007: The Roaring Whispers jako Charlotte
- 2009: Haunting of Winchester House jako Jessica Lloyd

 Seriale 
- 2002: Zatoka serc jako Dr Arkley
- 2003: Peep Show jako Lindsey
- 2012: Behind the Scenes jako Amanda Lewis